# Associazione Calcio Mantova 1961-1962
Questa pagina raccoglie i dati riguardanti l'Associazione Calcio Mantova nelle competizioni ufficiali della stagione 1961-1962.

## Stagione
All'inizio di questa stagione i mantovani perdono lo sponsor Ozo e cambiano denominazione: diventa Associazione Calcio Mantova.
Alla presidenza rimane il dottor Giuseppe Nuvolari il quale  conferma l'allenatore Edmondo Fabbri.

La squadra concluse il campionato al nono posto, campionato mai in discussione e senza alcun rischio di retrocessione. 
In Coppa Italia giunse fino alle semifinali perdendole col Napoli, per poi vincere la finalina per il terzo posto contro la Juventus.

## Rosa
| N. |                   | Ruolo | Calciatore         |
| -- | ----------------- | ----- | ------------------ |
|    | Italia (bandiera) | P     | William Negri      |
|    | Italia (bandiera) | P     | Mario Francalancia |
|    | Italia (bandiera) | D     | Beniamino Cancian  |
|    | Italia (bandiera) | D     | Giuseppe Corradi   |
|    | Italia (bandiera) | D     | Aurelio Gerin      |
|    | Italia (bandiera) | D     | Carlo Morganti     |
|    | Italia (bandiera) | D     | Sergio Pini        |
|    | Italia (bandiera) | D     | Ermanno Tarabbia   |
|    | Italia (bandiera) | C     | Dante Castellazzi  |
|    | Italia (bandiera) | C     | Gustavo Giagnoni   |
|    | Italia (bandiera) | C     | Renzo Longhi       |

| N. |                     | Ruolo | Calciatore               |
| -- | ------------------- | ----- | ------------------------ |
|    | Brasile (bandiera)  | C     | Nélson Luise             |
|    | Svizzera (bandiera) | A     | Anton Allemann           |
|    | Italia (bandiera)   | A     | Albino Cella             |
|    | Italia (bandiera)   | A     | Italo Del Negro          |
|    | Italia (bandiera)   | A     | Italo Mazzero            |
|    | Italia (bandiera)   | A     | Ettore Recagni           |
|    | Brasile (bandiera)  | A     | Angelo Benedicto Sormani |
|    | Italia (bandiera)   | A     | Renzo Uzzecchini         |
|    | Italia (bandiera)   | C     | Luigi Simoni             |
|    | Italia (bandiera)   | A     | Eugenio Fantini          |
|    | Svezia (bandiera)   | A     | Torbjörn Jonsson         |

## Risultati

### Serie A

#### Girone di andata
| Arbitro: | Sebastio (Taranto) |

|             |           |              |
| Charles 26’ | Marcatori | 52’ Allemann |

| Arbitro: | Jonni (Macerata) |

|                         |           |  |
| Allemann 8’ Sormani 72’ | Marcatori |  |

| Arbitro: | Bonetto (Torino) |

|                                     |           |                                     |
| Rossi 1’ Raffin 5’, 38’ (rig.), 86’ | Marcatori | 14’ Sormani 30’ Mazzero 64’ Recagni |

| Arbitro: | Rigato (Mestre) |

|            |           |             |
| Sormani 3’ | Marcatori | 90’ Bettini |

| Arbitro: | Angelini (Firenze) |

|            |           |  |
| Toschi 87’ | Marcatori |  |

| Arbitro: | Righi (Milano) |

|                                         |           |  |
| Allemann 28’ Uzzecchini 77’ Mazzero 87’ | Marcatori |  |

| Arbitro: | Righetti (Torino) |

|             |           |  |
| Mazzero 34’ | Marcatori |  |

| Arbitro: | Di Tonno (Lecce) |

|             |           |                  |
| Kruiver 67’ | Marcatori | 36’, 83’ Sormani |

| Arbitro: | Genel (Trieste) |

|                            |           |                    |
| Mazzero 24’ (aut.) Law 46’ | Marcatori | 67’ (rig.) Sormani |

| Mantova 22 ottobre 1961 10ª giornata | Mantova             | 0 – 0 | Fiorentina | Stadio Danilo Martelli\| Arbitro: \| Francescon (Padova) \| |
| Arbitro:                             | Francescon (Padova) |       |            |                                                             |

| Arbitro: | Lo Bello (Siracusa) |

|                                                      |           |                        |
| Lojacono 12’ Angelillo 63’ Carpanesi 69’ Orlando 83’ | Marcatori | 3’ Mazzero 30’ Sormani |

| Arbitro: | Gambarotta (Genova) |

|                                |           |                                                |
| Sormani 49’ (rig.) Mazzero 64’ | Marcatori | 4’, 57’ Renna 30’ Bulgarelli 39’, 69’ Pascutti |

| Arbitro: | Roversi (Bologna) |

|  |           |                         |
|  | Marcatori | 76’ Recagni 77’ Mazzero |

| Arbitro: | Babini (Ravenna) |

|                           |           |  |
| Giagnoni 41’ Allemann 77’ | Marcatori |  |

| Arbitro: | Lo Bello (Siracusa) |

|              |           |                          |
| Allemann 28’ | Marcatori | 58’ Pivatelli 64’ Rivera |

| Arbitro: | Angonese (Mestre) |

|                                        |           |             |
| Cervato 43’ (rig.) Morganti 47’ (aut.) | Marcatori | 3’ Allemann |

| Arbitro: | Samani (Trieste) |

|               |           |            |
| Del Negro 30’ | Marcatori | 27’ Prenna |

#### Girone di ritorno
| Arbitro: | Adami (Roma) |

|  |           |          |
|  | Marcatori | 3’ Emoli |

| Arbitro: | Righetti (Torino) |

|  |           |             |
|  | Marcatori | 80’ Sormani |

| Arbitro: | Sebastio (Taranto) |

|             |           |  |
| Sormani 34’ | Marcatori |  |

| Arbitro: | Di Tonno (Lecce) |

|                           |           |  |
| Hitchens 25’ Morbello 49’ | Marcatori |  |

| Arbitro: | D'Agostini (Roma) |

|                         |           |  |
| Recagni 76’ Sormani 90’ | Marcatori |  |

| Arbitro: | Righi (Milano) |

|               |           |  |
| Di Giacomo 2’ | Marcatori |  |

| Arbitro: | Di Tonno (Lecce) |

|                 |           |             |
| Del Vecchio 45’ | Marcatori | 23’ Sormani |

| Arbitro: | Jonni (Macerata) |

|              |           |              |
| Giagnoni 74’ | Marcatori | 66’ Colausig |

| Arbitro: | Leita (Udine) |

|                         |           |                    |
| Recagni 19’ Mazzero 49’ | Marcatori | 11’, 13’ Gualtieri |

| Arbitro: | Genel (Trieste) |

|            |           |  |
| Hamrin 47’ | Marcatori |  |

| Arbitro: | Francescon (Padova) |

|                         |           |                     |
| Recagni 23’ Sormani 50’ | Marcatori | 60’ (aut.) Morganti |

| Arbitro: | Angonese (Mestre) |

|                                 |           |  |
| Pini 1’ (aut.) Nielsen 62’, 86’ | Marcatori |  |

| Arbitro: | Grignani (Milano) |

|                              |           |          |
| Sormani 13’, 66’ Mazzero 50’ | Marcatori | 81’ Nova |

| Arbitro: | D'Agostini (Roma) |

|              |           |             |
| Fernando 25’ | Marcatori | 15’ Sormani |

| Arbitro: | Francescon (Padova) |

|            |           |  |
| Rivera 29’ | Marcatori |  |

| Arbitro: | Rigato (Mestre) |

|                          |           |  |
| Recagni 26’ Allemann 81’ | Marcatori |  |

| Arbitro: | Lo Bello (Siracusa) |

|                            |           |              |
| Ferrigno 28’ Desiderio 90’ | Marcatori | 79’ Allemann |

### Coppa Italia
| Arbitro: | Gambarotta (Genova) |

|             |           |  |
| Mazzero 53’ | Marcatori |  |

| Arbitro: | Francescon (Padova) |

|                                    |           |            |
| Recagni 43’, 52’, 85’ Giagnoni 75’ | Marcatori | 87’ Hamrin |

| Arbitro: | Genel (Trieste) |

|                                     |           |  |
| Giagnoni 5’ Mazzero 24’ (rig.), 75’ | Marcatori |  |

| Arbitro: | Sbardella (Roma) |

|                         |           |                    |
| Tomeazzi 9’ Fanello 67’ | Marcatori | 35’ (rig.) Mazzero |

| Arbitro: | Rigato (Mestre) |

|                    |           |  |
| Mazzero 52’ (rig.) | Marcatori |  |

## Statistiche

### Statistiche di squadra
| Competizione | Punti | In casa | In casa | In casa | In casa | In casa | In casa | In trasferta | In trasferta | In trasferta | In trasferta | In trasferta | In trasferta | Totale | Totale | Totale | Totale | Totale | Totale | DR |
| Competizione | Punti | G       | V       | N       | P       | Gf      | Gs      | G            | V            | N            | P            | Gf           | Gs           | G      | V      | N      | P      | Gf     | Gs     | DR |
| ------------ | ----- | ------- | ------- | ------- | ------- | ------- | ------- | ------------ | ------------ | ------------ | ------------ | ------------ | ------------ | ------ | ------ | ------ | ------ | ------ | ------ | -- |
| Serie A      | 32    | 17      | 9       | 5       | 3       | 26      | 15      | 17           | 3            | 3            | 11           | 16           | 27           | 34     | 12     | 8      | 14     | 42     | 42     | 0  |
| Coppa Italia |       | 4       | 4       | 0       | 0       | 9       | 1       | 1            | 0            | 0            | 1            | 1            | 2            | 5      | 4      | 0      | 1      | 10     | 3      | +7 |
| Totale       |       | 21      | 13      | 5       | 3       | 35      | 16      | 18           | 3            | 3            | 12           | 17           | 29           | 39     | 16     | 8      | 15     | 52     | 45     | +7 |

### Andamento in campionato
| Giornata  | 1 | 2 | 3 | 4 | 5  | 6  | 7 | 8 | 9 | 10 | 11 | 12 | 13 | 14 | 15 | 16 | 17 | 18 | 19 | 20 | 21 | 22 | 23 | 24 | 25 | 26 | 27 | 28 | 29 | 30 | 31 | 32 | 33 | 34 |
| --------- | - | - | - | - | -- | -- | - | - | - | -- | -- | -- | -- | -- | -- | -- | -- | -- | -- | -- | -- | -- | -- | -- | -- | -- | -- | -- | -- | -- | -- | -- | -- | -- |
| Luogo     | T | C | T | C | T  | C  | C | T | T | C  | T  | C  | T  | C  | C  | T  | C  | C  | T  | C  | T  | C  | T  | T  | C  | C  | T  | C  | T  | C  | T  | T  | C  | T  |
| Risultato | N | V | P | N | P  | V  | V | V | P | N  | P  | P  | V  | V  | P  | P  | N  | P  | V  | V  | P  | V  | P  | N  | N  | N  | P  | V  | P  | V  | N  | P  | V  | P  |
| Posizione | 7 | 3 | 6 | 9 | 12 | 10 | 9 | 6 | 9 | 9  | 9  | 9  | 9  | 8  | 9  | 11 | 12 | 12 | 10 | 10 | 10 | 10 | 10 | 10 | 10 | 10 | 10 | 10 | 10 | 9  | 9  | 9  | 9  | 9  |

Fonte:  Serie A 1961/1962, su calcio.com.
Legenda:

Luogo: C = Casa; T = Trasferta. Risultato: V = Vittoria; N = Pareggio; P = Sconfitta.

### Statistiche dei giocatori
| Giocatore           | Serie A  | Serie A | Coppa Italia | Coppa Italia | Totale   | Totale |
| Giocatore           | Presenze | Reti    | Presenze     | Reti         | Presenze | Reti   |
| ------------------- | -------- | ------- | ------------ | ------------ | -------- | ------ |
| A. Allemann         | 29       | 8       | 1            | 0            | 30       | 8      |
| B. Cancian          | 25       | 0       | 3            | 0            | 28       | 0      |
| D. Castellazzi      | 15       | 0       | 2            | 0            | 17       | 0      |
| A. Cella            | 1        | 0       | 1            | 0            | 2        | 0      |
| G. Corradi          | 22       | 0       | 1            | 0            | 23       | 0      |
| I. Del Negro        | 4        | 1       | 1            | 0            | 5        | 1      |
| E. Fantini          | -        | -       | 3            | 0            | 3        | 0      |
| M. Francalancia     | 3        | -5      | 4            | -1           | 7        | -6     |
| A. Gerin            | 17       | 0       | 4            | 0            | 21       | 0      |
| G. Giagnoni         | 30       | 2       | 4            | 2            | 34       | 4      |
| T. Jonsson          | -        | -       | 2            | 0            | 2        | 0      |
| R. Longhi           | 19       | 0       | 1            | 0            | 20       | 0      |
| N. Luise (Nelsinho) | 4        | 0       | 2            | 0            | 6        | 0      |
| I. Mazzero          | 33       | 8       | 5            | 5            | 38       | 13     |
| C. Morganti         | 13       | 0       | 4            | 0            | 17       | 0      |
| W. Negri            | 31       | -37     | 1            | -2           | 32       | -39    |
| S. Pini             | 29       | 0       | 5            | 0            | 34       | 0      |
| E. Recagni          | 29       | 6       | 4            | 3            | 33       | 9      |
| L. Simoni           | -        | -       | 1            | 0            | 1        | 0      |
| A.B. Sormani        | 31       | 16      | 1            | 0            | 32       | 16     |
| E. Tarabbia         | 32       | 0       | 4            | 0            | 36       | 0      |
| R. Uzzecchini       | 7        | 1       | 1            | 0            | 8        | 1      |